# ペンス (キャラクター)
ペンス（南極「ペン」  + 「ス」（秀））は、 EBSのテレビ番組「ジャイアントペンTV 」に登場するペンギンのキャラクター。EBS練習生として最高のクリエイターになることが夢だと明らかにしている。 2019年12月29日MBC放送芸能大賞で見た本人が好むマグロで作られた花束を受賞者に授与した。タイガーJK 、ビジー、BIBIと「ペンスにします」というアルバムを出した。 ファンダム名はペンクラブ。

## 歴史
ペンスは2019年3月に始まった「ジャイアントペンTV 」に登場するペンギンのキャラクター。 当初は子供を対象に設定したキャラクターで韓国の一山初等学校に転校したエピソードが放映された。 テレビ放送に合わせてYouTubeチャンネルが開設されたが、当初の購読者数は37人に過ぎなかった。 
しかし、その間の子ども番組キャラクターが持つ模範的なイメージを抜け出して、空騒ぎな様子を表す「ケバンジョン」を漂わせる姿や率直に嫉妬を表出する姿など、子供番組には似つかわしくないリアクションに子供ではなく大人たちがさらに熱狂した。  EBS陸上選手権大会で他のキャラクターたちと登場しながら人気を集め始め、  、当時のEBS社長であるキム・ミョンジュンの名前を大声で呼ぶシーンはサラリーマンたちに大きい反響を得た事で、 大人たちのポ統領(ポロロのように広く知られる存在)と呼ばれている。 
大衆的人気が上昇すると練習生という設定を利用してMBC「マイリトルテレビジョン」ではドッティのように出ることもした。このような番組にも登場し、いわゆるペン性(ペンギン+人性）を表わし 、外交部で撮影した事を置いては、身分確認ができなかったキャラクターを国家行政機関に出入りさせたという正しい未来党のチョン・ビョングク議員による問題提起とペンスの身分はEBSの営業秘密として放送された内容は事前身分確認を経た後に編集されたという外交部の解明が話題になる程だった。 
2019年11月11日頃、YouTubeチャンネルの購読者数が50万人を超え、  2019年11月13日にペンスのカカオトークアイコンが発売された。  2019年11月16日、 JTBC 『知ってるお兄さん』にゲストとして出演した。 ペンスがファッショングラビアを撮影するエピソードが2019年11月15日に放映され、この時撮影したグラビアがファッション誌「NYLON」12月号に掲載された。  11月18日、ペンスは映画「天文：天に尋ねる」とのコラボレーションで、ホ・ジノ監督と会って映画オーディションを見るという内容のエピソードを撮影した。  11月22日にはファストファッションブランドSPAOとのコラボレーションが発表された。 
2020年にShow Me The Money 9に支援し、映像審査で合格した。

## キャラクター設定
公式ホームページの自己紹介から掲載されたものでは年齢は10歳で、現在の身分はEBS練習生となっている。ペンスは年を取らず、自身は「一生、友達という事にしたせいで」 続けて10歳となっている。 オーディション動画で最高のクリエイターになろうと南極からスイスまで泳いできたが、不時着したスイスでヨーデルを習い、そこから仁川の沖合いまで泳いできて、EBSのポロロのようになりたいと語っていた。 性別は不明だが、ペンスのトイレ兼シャワー室を使っている描写が見られる。 種はジャイアントペンギンとし、 世界日報とのインタビューで自分は唯一のジャイアントペンギンと語り、 『スーパーマンが帰ってきた』に出演した時では「ペンスになります」の歌詞からは自身をコウテイペンギンとしていた。
保健福祉部からペンスにペンスの家族絵を贈り物として受け取ったが、ペンス自身には兄弟はいないとし、 世界日報とのインタビューと『知ってるお兄さん』でペンスの漢字が南極のペンと、秀でているの「秀」と言っている。『マイ・リトル・テレビジョン V2』ではペンスのヘッドセットはキム・ミョンジュンEBS社長がくれたもので、ブランドはキム・ミョンジュンで他に無い物と紹介していた。

## 評価
『ジャイアントペンTV』は 「いっとき子供たちだった大人」の為の番組だという評価がある一方で、 ペンス自身は評価されるのを嫌がっているが「大人の為のB級ポロロ」という評価もある。

## リリース曲
| タイトル                                     | 年     | トップランキング | アルバム                 |
| タイトル                                     | 年     | GAON             | アルバム                 |
| -------------------------------------------- | ------ | ---------------- | ------------------------ |
| ペンスにします with タイガーJK, ビジー, BIBI | 2020年 | 54               | Billboard Project Vol. 1 |
| クリスマスリターンズ                         | 2020年 |                  |                          |

## カヴァー曲目録
| タイトル                                       | 公開日         | 原曲歌手                       |
| ---------------------------------------------- | -------------- | ------------------------------ |
| You've got a friend in me                      | 2019年7月20日  | ランディ・ニューマン           |
| Let It Go                                      | 2019年8月21日  | イディナ・メンゼル             |
| 雪                                             | 2019年9月24日  | リルタチ、ホッチキス           |
| 残響                                           | 2019年9月24日  | IU 、イムスロン                |
| サンバの恋人                                   | 2019年9月24日  | ソル・ウンド                   |
| We Will Rock You                               | 2019年9月24日  | クイーン                       |
| A Whole New World                              | 2019年11月29日 | フィボブライソン、レジーナベル |
| Santa Tell Me                                  | 2019年12月24日 | アリアナ・グランデ             |
| シルバーパンテオン                             | 2020年4月8日   | チャン・ボムジュン             |
| 私があなたのそばにしばらく住んでいたということ | 2020年5月1日   | トイ                           |
| テス兄さん！                                   | 2020年10月5日  | 羅勲児                         |